# زابلي محلة قوتش مراد
زابلي محلة قوتش مراد (بالفارسية: زابلی‌محله قوچ‌مراد) هي مستوطنة تقع في قسم باغلي ماراما الريفي في إيران. يقدر عدد سكانها بـ 449 نسمة .